# Brian Jagde
Brian Jagde (Long Island, 21 agosto 1979) è un tenore statunitense.

## Biografia
Nato a Long Island nel 1979, ha studiato canto inizialmente come baritono al Purchase College. Nel 2010 riceve un'Adler Fellowship.
È sposato con Jenna Wolf e la coppia ha un figlio.

## Carriera

### Anni 2010
Nel 2012 debutta alla Minnesota Opera come Pinkerton in Madama Butterfly, alla Santa Fe Opera come Cavaradossi in Tosca ad Elemer in Arabella e a Berlino come Rodolfo ne La bohème. Nel 2013 è Cavaradossi alla Deutsche Oper Berlin e debutta come Alfredo ne La traviata a Grand Rapids. Esordisce al Metropolitan Opera House come Elemer in Arabella nel 2014, anno in cui canta come Pinkerton e Cavaradossi alla San Francisco Opera.
Nel 2015 debutta all'Opera di Chicago nel ruolo di Cavaradossi, al Teatro di San Carlo come Don José in Carmen e fa il suo esordio al Covent Garden come Pinkerton in Madama Butterfly. Nel 2016 fa il suo debutto alla Houston Grand Opera nel ruolo del principe di Rusalka, è Don José a Berlino e a San Francisco (dove fa anche il suo esordio come Radamès in Aida nel corso della stagione) e canta per la prima volta al Teatro Massimo di Palermo come Pinkerton nella Butterfly.
Nel 2017 esordisce alla Bayerische Staatsoper in Carmen e alla Washington National Opera in Madama Butterfly, canta con la New York Philharmonic come Froh ne L'oro del Reno, esordisce al Teatro Real di Madrid come Macduff nel Macbeth e canta per la prima volta all'Opera di Stoccarda come Cavaradossi; inoltre, canta il suo primo Calaf nella Turandot, alla San Francisco Opera, e fa il suo debutto alla Opernhaus Zürich in Tosca.
Nel 2018 debutta alla Seattle Opera (Radames in Aida), al Teatro Bol'šoj (Don José in Carmen) e all'Arena di Verona (sempre con Carmen), torna a Napoli come Cavaradosi e alla Royal Opera House come Don José. Nel 2019 è Calaf al Teatro Massimo di Palermo e fa il suo debutto al Gran Teatre del Liceu come Enzo ne La Gioconda; nell'estate dello stesso anno fa il suo esordio all'Opéra National de Paris, affrontando per la prima volta il ruolo di Don Alvaro ne La forza del destino. Nei mesi successivi esordisce alla De Nationale Opera come Turiddu in Cavalleria rusticana e come Des Grieux alla San Francisco Opera.

### Anni 2020
Nel marzo 2020 esordisce alla Wiener Staatsoper come Cavaradossi, un ruolo che torna a cantare il mese successivo al Metropolitan. Nel 2021 è Don José in Carmen a Napoli, Cavaradossi al Metropolitan, Maurizio nell'Adriana a Vienna, Des Grieux ad Amburgo e Calaf alla Bayerische Staatsoper.
Inaugura il 2022 cantando al Concerto di Capodanno di Venezia accanto a Pretty Yende e, durante il resto dell'anno, canta come Des Grieux a Vienna, Pinkerton al Metropolitan e a Berlino, Don José all'Arena di Verona, esordisce nel ruolo di Sansone nel Samson et Dalila al San Carlo e interpreta Cavaradossi a Parigi e Berlino.
Nel 2023 canta come Radames al Metropolitan e come Alvaro ne La forza del destino alla Royal Opera House, dove canta anche per la prima volta nel ruolo dell'eponimo protagonista in Don Carlo accanto all'Elisabetta di Lise Davidsen. Nel 2024 è Don Alvaro al Metropolitan, debutta alla Scala come Turiddu in Cavalleria rusticana e al Teatro Regio di Parma come Cavaradossi in Tosca. Nello stesso anno torna al Piermarini, sostituendo Roberto Alagna come Calaf in Turandot e Jonas Kaufmann nel ruolo di Alvaro ne La forza del destino con Anna Jur'evna Netrebko, titolo d'apertura della stagione 2024/2025. Inaugura il 2025 cantando come Cavaradossi accanto alla Tosca di Sondra Radvanovsky e allo Scarpia di Bryn Terfel al Metropolitan, dove torna a cantare anche come Radames in Aida e per sostenere per la prima volta il ruolo di Hermann ne La dama di picche.

## Discografia
- Puccini, Il tabarro, Melody Moore/Lester Lynch. Dresdner Philharmonie, dir. Marek Janowski. Pentatone, 2020.
- Mascagni, Cavalleria rusticana, Melody Moore/Lester Lynch. Dresdner Philharmonie, dir. Marek Janowski. Pentatone, 2020.

## Videografia
- Korngold, Das Wunder der Heliane, Sara Jakubiak/Josef Wagner, regia di Christof Loy, dir. Marc Albrecht. Naxos, 2019.